# Örträsk, Norsjö kommun
Örträsk, är en by vid Örträsket i Norsjö kommun. Namnet kommer av ordet ”aur”, som betyder stengrund eller stenig strand vid träsk (sjö).
Byn började som ett nybygge som anlades 1778.

## Gruvdrift och linbanan
I Örträsk, eller Östra Bjurfors (egentliga Bjurfors ligger strax söderut, vid Malån), upptäcktes en mindre kopparmalmkropp, Bjurfors malmfält, som bröts under 30- och 40-talet, och var en anledning till att linbanan Kristineberg-Boliden byggdes. När banan under 1960-talet automatiserades, sköttes banan från en manövercentral i Örträsk. Örträsk är idag bas för Världens längsta linbana.